# Juan-José Aguirre Muñoz
Juan-José Aguirre Muñoz MCCJ (* 5. Juni 1954 in Córdoba) ist ein spanischer Geistlicher der römisch-katholischen Kirche. Seit Ende 2000 amtiert er als Bischof von Bangassou in der Zentralafrikanischen Republik.

## Leben
Juan-José Aguirre Muñoz trat der Ordensgemeinschaft der Comboni-Missionare bei und empfing am 13. September 1980 die Priesterweihe. Papst Johannes Paul II. ernannte ihn am 13. Dezember 1997 zum Koadjutorbischof von Bangassou. Die Bischofsweihe spendete ihm der Bischof von Bangassou, Antoine Marie Maanicus CSSp, am 10. Mai des nächsten Jahres; Mitkonsekratoren waren Joachim N’Dayen, Erzbischof von Bangui, und Guerrino Perin MCCI, Bischof von Mbaïki.
Nach dem Tod von Maanicus folgte Muñoz diesem am 21. Dezember 2000 im Amt des Bischofs von Bangassou nach. 